# سعد بن زنگی
اتابک مظفرالدین ابوبکر بن سعد بن زنگی یا سعد بن زنگی (۶۲۳–۵۹۹ هجری قمری - ۱۲۲۵–۱۲۰۲ میلادی) پنجمین اتابک از اتابکان سلغوری فارس (۱۲۴۸–۱۱۸۶ میلادی) (۶۶۳–۵۴۳ هجری قمری) است. وی در ظاهر خود را پیوسته به دربار خوارزمشاهیان می‌دانست، ولی در باطن با نیرویی که فراهم کرده بود و دلیری که داشت، دم از استقلال می‌زد. به روز پادشاهی سعد بن زنگی همهٔ ایالات فارس و نیز بخش‌هایی از کرمان و سیرجان باجگذار این سلسله شده بودند.
ابن اثیر مورخ، او را به اشتباه سعد بن تُکله خوانده‌است؛ اوایل مدت امارت خود را صرف کشمکش با شبانکارگان بر سر کرمان کرد و سرانجام آنجا را در ۶۰۲  هجری به قلمرو خویش الحاق نمود. قسمت دیگر از ایام فرمانروایی او در کشمکش با اتابکان آذربایجان و سپس با محمد خوارزمشاه صرف شد که توسعه طلبی‌های او را در ولایات جبال و عراق و کرمان تهدیدی برای امنیت مرزهای خود تلقی می‌کردند. در جنگی که در سال ۶۱۴ هجری در حدود ری با محمد خوارزمشاه کرد شکست خورد و به اسارت سلطان افتاد اما سلطان او را نکشت و عفوش کرد و عهدی با او بست که بر وفق آن از جمله چند قلعه را در حوالی استخر به خوارزمشاه واگذارد هر سال بخشی از عوایدات ملک فارس را به عنوان خراج برای وی بفرستد و دخترش ملکه خاتون (اتابکان) را هم به ازدواج جلال‌الدین خوارزمشاه پسر سلطان درآورد. اما اتابک در بازگشت به شیراز با مخالفت و عصیان پسرش ابوبکر بن سعد مواجه شد که با این عهد موافق نبود و در مدت اسارت پدر به جای او به امارت نشسته بود. جنگ خونینی بین پدر و پسر درگرفت و عاقبت اتابک سعد غلبه یافت و پسر را در بند کرد و به قلعه سپید در نور آباد ممسنی فرستاد و خود نسبت به خوارزمشاه همچنان اظهار متابعت نمود و بر عهدی که کرده بودند، باقی ماند.  سال‌ها بعد، پس از حمله مغول ابوبکر بن سعد به پایمردی و وساطت جلال‌الدین خوارزمشاه از زندان پدر آزاد شد.